# Lars Gårding
Lars Jacob Gårding, född 7 mars 1919 i Hedemora, död 7 juli 2014 i Lunds Allhelgonaförsamling, var en svensk matematiker och professor i matematik vid Lunds universitet.
Gårding gjorde betydande insatser gällande partiella differentialekvationer. Gårdings olikhet är uppkallad efter honom.
Gårding var ledamot av Kungliga Fysiografiska Sällskapet i Lund sedan 1952, av Kungliga Vetenskapsakademien sedan 1953 och av Finska Vetenskaps-Societeten sedan 1985.
Han var gift med fonetikern Eva Gårding från 1949 fram till hennes bortgång 2006. Lars Gårding är gravsatt i minneslunden på Norra kyrkogården i Lund.